# استيبان أريتا
 إستيبان أريتا فيليز (14 أبريل 1932 - 9 يوليو 2007) كان لاعب كرة قدم إسباني، لعب كمدافع في الدوري الأسباني.

## الحياة السابقة
كان عضوًا في سلالة كبيرة من لاعبي كرة القدم ، ولعب والده كحارس مرمى لأوساسونا وكان إخوته الثلاثة من لاعبي كرة القدم، وكان أكبرهم سيرافين أريتا لاعبًا في نادي أتلتيك لمدة ثماني سنوات. لمدة خمسة مواسم من 1961 إلى 1966، 2 وأصغرهم، خيسوس ماريا أريتا، لعب في الدرجة الثانية مع أوساسونا وميستايا ، وكان أيضًا لاعب فالنسيا، على الرغم من أنه لم يشارك لأول مرة في الدرجة الأولى.

## المسيرة الكروية
بدأ إستيبان اللعب في كلية الأخوة ماريست بامبلونا، في سن الخامسة عشر ذهب إلى لوتشانا، المنطقة الإقليمية الثانية، ولاحقًا إلى أوبيرانا ، الإقليمي الأول، ومن هناك إلى أوساسونا كهاوٍ. ظهر لأول مرة مع ريال أوفييدو في عام 1951 في الدرجة الثانية، وحقق ترقيته إلى الدرجة الأولى في ذلك العام. لعب مع أوفييدو ثلاثة مواسم.
في عام 1955، أثناء إقامته في برشلونة، كان صاحب الهدف الأول في تاريخ برشلونة في المسابقة الأوروبية، في كأس المعارض للموسم 55-56 ، ضد فريق كوبنهاغن، 4 على الرغم من أنه يجب أن نتذكر أن جوزيب سيجيرأيضًا يعتبر صانع الهدف الأول، بعد أن سجل في 26 يونيو 1949 في كأس اللاتين ضد ستاد دي ريمس.
في موسم 1956-57 لعب مع فالنسيا سي إف. في صيف 1957 انضم إلى ريال بيتيس، الذي كان في الدرجة الثانية، وصعد إلى الدرجة الأولى في موسمه الأول. أثناء إقامته في بيتيس، كان يؤخر موقعه في الميدان من المهاجم إلى الجانب الأيسر الذي تأقلم معه أخيرًا، وهو المركز الذي ظهر فيه لأول مرة في مباراته الدولية الوحيدة مع الفريق الإسباني، في عام 1961، ضد الأرجنتين.

### التدريب
بمجرد اعتزاله كرة القدم، عاد إلى ريال بيتيس، حيث كان مسؤولاً عن الفرق الفرعية لعدة سنوات، وكان أيضًا مساعدًا للمدرب مع رافائيل إيريوندو ومدربًا للفريق الأول المؤقت في عامي 1969 و 1972.

## الوفاة
توفي إستيبان أريتا في إشبيلية، عن عمراً يناهز 75 عامًا ، 9 يوليو 2007.

## قائمة الأندية
قائمة الأندية التي لعب بها أريتا :
| النادي       | الدوري                         | الفترة    |
| ------------ | ------------------------------ | --------- |
| ريال أوفييدو | الدوري الإسباني الدرجة الثانية | 1951-52   |
| ريال أوفييدو | الدوري الإسباني الممتاز        | 1952-53   |
| ريال أوفييدو | الدوري الإسباني الممتاز        | 1953-54   |
| برشلونة      | الدوري الإسباني الممتاز        | 1954-1955 |
| برشلونة      | الدوري الإسباني الممتاز        | 1955-1956 |
| فالنسيا      | الدوري الإسباني الممتاز        | 1956-1957 |
| ريال بيتيس   | الدوري الإسباني الدرجة الثانية | 1957-1958 |
| ريال بيتيس   | الدوري الإسباني الممتاز        | 1958-1959 |
| ريال بيتيس   | الدوري الإسباني الممتاز        | 1959-1960 |
| ريال بيتيس   | الدوري الإسباني الممتاز        | 1960-1961 |
| ريال بيتيس   | الدوري الإسباني الممتاز        | 1961-1962 |
| ريال بيتيس   | الدوري الإسباني الممتاز        | 1962-1963 |
| ريال بيتيس   | الدوري الإسباني الممتاز        | 1963-1964 |
| قادش         | الدوري الإسباني الدرجة الثانية | 1964-1965 |

## مرتبة الشرف
نادي برشلونة
- كأس المعارض بين المدن : 1955-1958

## روابط خارجية
- استيبان اريتا على موقع قاعدة بيانات كرة القدم.إي يو (الإنجليزية)
- استيبان اريتا على موقع ناشيونال فوتبول تيمز (الإنجليزية)
- استيبان أريتا على BDFutbol
- استيبان أريتا manager profile على BDFutbol
- بيانات المنتخب الوطني في BDFutbol